# Guangyuan
Guangyuan, tidigare romaniserat Kwangyuan, är en stad på prefekturnivå i Sichuan-provinsen i sydvästra Kina. Den ligger omkring 240 kilometer nordost om provinshuvudstaden Chengdu.
Staden drabbades svårt av jordbävningen i Sichuan 2008, då 4 822 invånare dödades.

## Administrativ indelning
Guangyuan består av tre stadsdistrikt och fyra härad:
| Karta         | Karta     | Karta     | Karta          | Karta                    | Karta     | Karta                      |
| ------------- | --------- | --------- | -------------- | ------------------------ | --------- | -------------------------- |
|               |           |           |                |                          |           |                            |
| Nr            | Namn      | Kinesiska | Pinyin         | Befolkning (2004 uppsk.) | Yta (km²) | Befolknings- täthet (/km²) |
| Stadsdistrikt |           |           |                |                          |           |                            |
| 1             | Lizhou    | 利州区    | Lìzhōu qū      | 460 000                  | 1 482     | 310                        |
| 2             | Yuanba    | 元坝区    | Yuánbà qū      | 240 000                  | 1 435     | 167                        |
| 3             | Chaotian  | 朝天区    | Cháotiān qū    | 210 000                  | 1 618     | 130                        |
| Härad         |           |           |                |                          |           |                            |
| 4             | Wangcang  | 旺苍县    | Wàngcāng xiàn  | 450 000                  | 2 976     | 151                        |
| 5             | Qingchuan | 青川县    | Qīngchuān xiàn | 250 000                  | 3 269     | 76                         |
| 6             | Jiange    | 剑阁县    | Jiàngé xiàn    | 670 000                  | 3 204     | 209                        |
| 7             | Cangxi    | 苍溪县    | Cāngxī xiàn    | 770 000                  | 2 330     | 330                        |

## Klimat
Genomsnittlig årsnederbörd är 1 229 millimeter. Den regnigaste månaden är juli, med i genomsnitt 336 mm nederbörd, och den torraste är december, med 2 mm nederbörd.